# Pogonophora (botânica)
Pogonophora é um género botânico pertencente à família Euphorbiaceae.

## Sinonímia
- Poraresia Gleason

## Espécies
Apresenta seis espécies:
| - Pogonophora africana - Pogonophora cunuri - Pogonophora glaziovii | - Pogonophora letouzeyi - Pogonophora schomburgkiana - Pogonophora trianae |

## Nome e referências
Pogonophora Miers ex Benth.